# Enzo Francescoli
Enzo Francescoli Uriarte (n. 12 noiembrie 1961, Montevideo, Departamentul Montevideo, Uruguay) este un fost jucător uruguayan de fotbal cu origini spaniole și italiene.
A jucat 72 de meciuri pentru Uruguay între 1982 și 1997, devenind astfel cel mai selecționat jucător din istoria Uruguayului. Acum este vice-președintele lui GOL TV și Tenfield.